# Ittys nympha
Ittys nympha är en stekelart som först beskrevs av Girault 1911.  Ittys nympha ingår i släktet Ittys och familjen hårstrimsteklar. Inga underarter finns listade i Catalogue of Life.